# 陳立白
陳立白（英語：Simon Chen，1963年—），生於台灣台北市，籍貫安徽省，企業家，為威剛科技創辦人與董事長。

## 生平
陳立白父親原為中華民國陸軍軍人，於1949年隨中華民國政府來台灣，退伍後轉任警察；其母親也是公務員。
1985年，陳立白大學畢業於逢甲大學電機系，畢業後，1986年至工研院電子所工作，擔任工程師。隨著工研院進行技轉計畫，1989年，他進入華邦電子，任產品企劃部經理，逐步晉升，升任為華邦集團子公司的副總經理。
1993年，陳立白由華邦集團離職，創立慧聯企業，投入DRAM模組市場。1994年，陳立白創立雙隆科技，任董事長。1998年，陳立白與台灣茂矽電子合作併購勤茂科技，勤茂科技並合併了雙隆科技，陳立白任總經理。2001年，因為與股東不合，陳立白在勤茂科技董事會中被開除總經理職務；他隨後創立威剛科技。
為自我充實，陳立白與威剛科技總經理王根旺、青雲國際科技董事長柯聰源及昂迪資訊總經理丁健興一同報考國立清華大學，於2003年考取國立清華大學工業工程管理研究所，2006年取得管理碩士。
陳立白領導威剛科技進行多角化經營，2010年威剛科技創立威剛照明，進入LED照明領域；2012年威剛科技與中信金控合作，標下第二屆台灣運動彩券經營權，為期10年。2016年，威剛科技投資擎泰科技，陳立白出任擎泰科技董事長。
2010年中，陳立白以個人名義投資台灣藝術電視台，取得經營權。
2021年5月，陳立白領頭成立威龍耀數位，進入數位內容產業。

## 家庭
其妻陳玲娟。

## 宗教信仰
1988年，成為悟覺妙天禪師門下弟子，法號「覺妙黎明」。

## 外部連結
- 交通大學-陳立白董事長簡歷 （页面存档备份，存于）